# Ünal Üstel
Ünal Üstel (ur. 1955 w Pafos) – północnocypryjski polityk i lekarz dentysta, minister w różnych resortach, od 12 maja 2022 premier Cypru Północnego.

## Życiorys
Ukończył szkołę średnią w Pafos, a w 1983 studia dentystyczne na Uniwersytecie Stambulskim. Później powrócił na Cypr Północny i praktykował w wyuczonym zawodzie. Politycznie związał się z Partią Jedności Narodowej, był m.in. zastępcą jej sekretarza generalnego. W 1991 po raz pierwszy wybrany w skład Zgromadzenia Republiki w wyborach uzupełniających, uzyskiwał reelekcję m.in. w 2003, 2009 i 2018. Dwukrotnie pełnił funkcję przewodniczącego tej izby (2001–2004, 2013–2015). W maju 2011 po raz pierwszy wszedł w skład rządu, pełnił funkcję ministra turystyki, kultury i środowiska (do czerwca 2013). Powrócił do kierowania resortem turystyki i środowiska od maja 2019 do czerwca 2020. Następnie zajmował stanowiska ministra transportu i robót publicznych (od grudnia 2020 do lutego 2021), zdrowia (od lutego do listopada 2021) oraz spraw wewnętrznych (od lutego 2022).
Żonaty, ma dwoje dzieci.